# Gromada Zabierzów
Die Gromada Zabierzów war eine Verwaltungseinheit in der Volksrepublik Polen zwischen 1954 und 1972. Verwaltet wurde die Gromada vom Gromadzka Rada Narodowa, dessen Sitz sich in Zabierzów befand und aus 27 Mitgliedern bestand.
Die Gromada Zabierzów gehörte zum Powiat Krakowski in der Woiwodschaft Krakau und bestand aus den Dörfern Zabierzów und Brzezie, ehemaligen Gromadas der aufgelösten Gmina Zabierzów und den Weilern  Kleszczów und Kochanów der Gromada Aleksandrowice der aufgelösten Gmina Liszki.
Zum 1. Januar 1969 wurden die Dörfer Balice, Burów und Szczyglice der aufgelösten Gromada Balice in die Gromada Zabierzów eingegliedert.
Die Gromada Zabierzów bestand bis zum 31. Dezember 1972 und wurde Teil der wiedereingerichteten Gmina Zabierzów.